# Shanley Caswell
Shanley Caswell (Sarasota, 3 dicembre 1991) è un'attrice ed ex modella statunitense.

## Biografia
Shanley Caswell, nata e cresciuta a Sarasota, in Florida, ha iniziato a recitare in un teatro locale all'età di 8 anni. Mentre al liceo fu coinvolta con Source Teenager, una compagnia teatrale il cui obiettivo era quello di educare la comunità adolescente sulle questioni sociali. Nel 2007 si trasferisce a Los Angeles per proseguire la sua carriera, dove ha ottenuto ruoli da protagonista. È stata modella a 15 anni; ha anche studiato antropologia culturale presso la UCLA.
Ha fatto il suo debutto cinematografico in Mending Fences un film per la Disney Channel, nel 2011 è protagonista nel film horror Detention, dove veste i panni di Riley Jones, e nel 2013 appare nel film horror L'evocazione - The Conjuring.

## Filmografia

### Cinema
- Little Victories – cortometraggio (2008)
- Detention, regia di Joseph Kahn (2011)
- Snow White: A Deadly Summer, regia di David DeCoteau (2012)
- L'evocazione - The Conjuring (The Conjuring), regia di James Wan (2013)
- Haunting on Fraternity Row, regia di Brant Sersen (2018)

### Televisione
- Zoey 101 – serie TV, 1 episodio (2008)
- Il momento di tornare (Mending Fences) – film TV, regia di Stephen Bridgewater (2009)
- iCarly – serie TV, 1 episodio (2010)
- Bones – serie TV, 1 episodio (2010)
- The Mentalist – serie TV, 1 episodio (2010)
- The Middle – serie TV, 2 episodi (2011)
- CSI: NY – serie TV, 1 episodio (2011)
- Vegas – serie TV, 1 episodio (2013)

## Doppiatrici italiane
Nelle versioni in italiano delle opere in cui ha recitato, Shanley Caswell è stata doppiata da:
- Veronica Puccio in The Mentalist
- Giulia Franceschetti in The Middle
- Valentina Favazza in CSI: NY
- Martina Felli in Magnum P.I.
- Joy Saltarelli ne L'evocazione - The Conjuring